# Милан Драшко
Милан Драшко (Тасовчићи, 6. децембар 1962) је шаховски велемајстор из Црне Горе.

## Биографија
Милан Драшко је 1984. стекао титулу међународног мајстора шаха а 1993. титулу ФИДЕ велемајстора. 

## Резултати на шаховским олимпијадама[1]
| Година | Место          | Репрезентација | Турнир         | Победа | Пораза | Ремија | Резултат |
| ------ | -------------- | -------------- | -------------- | ------ | ------ | ------ | -------- |
| 1994   | Москва         | СР Југославија | 31. Олимпијада | 0      | 1      | 2      | 1 из 3   |
| 2008   | Дрезден        | Црна Гора      | 38. Олимпијада | 0      | 1      | 7      | 3½ из 8  |
| 2010   | Ханти-Мансијск | Црна Гора      | 39. Олимпијада | 3      | 0      | 6      | 6 из 9   |
| 2012   | Истанбул       | Црна Гора      | 40. Олимпијада | 2      | 3      | 3      | 3½ из 8  |
| 2014   | Тромсе         | Црна Гора      | 41. Олимпијада | 3      | 1      | 7      | 4½ из 9  |